# Martigné-Briand
Martigné-Briand är en kommun i departementet Maine-et-Loire i regionen Pays de la Loire i nordvästra Frankrike. Kommunen ligger i kantonen Doué-la-Fontaine som tillhör arrondissementet Saumur. År 2018 hade Martigné-Briand 1 960 invånare.

## Befolkningsutveckling
Antalet invånare i kommunen Martigné-Briand
| Referens: INSEE |